# حي دبي للتصميم

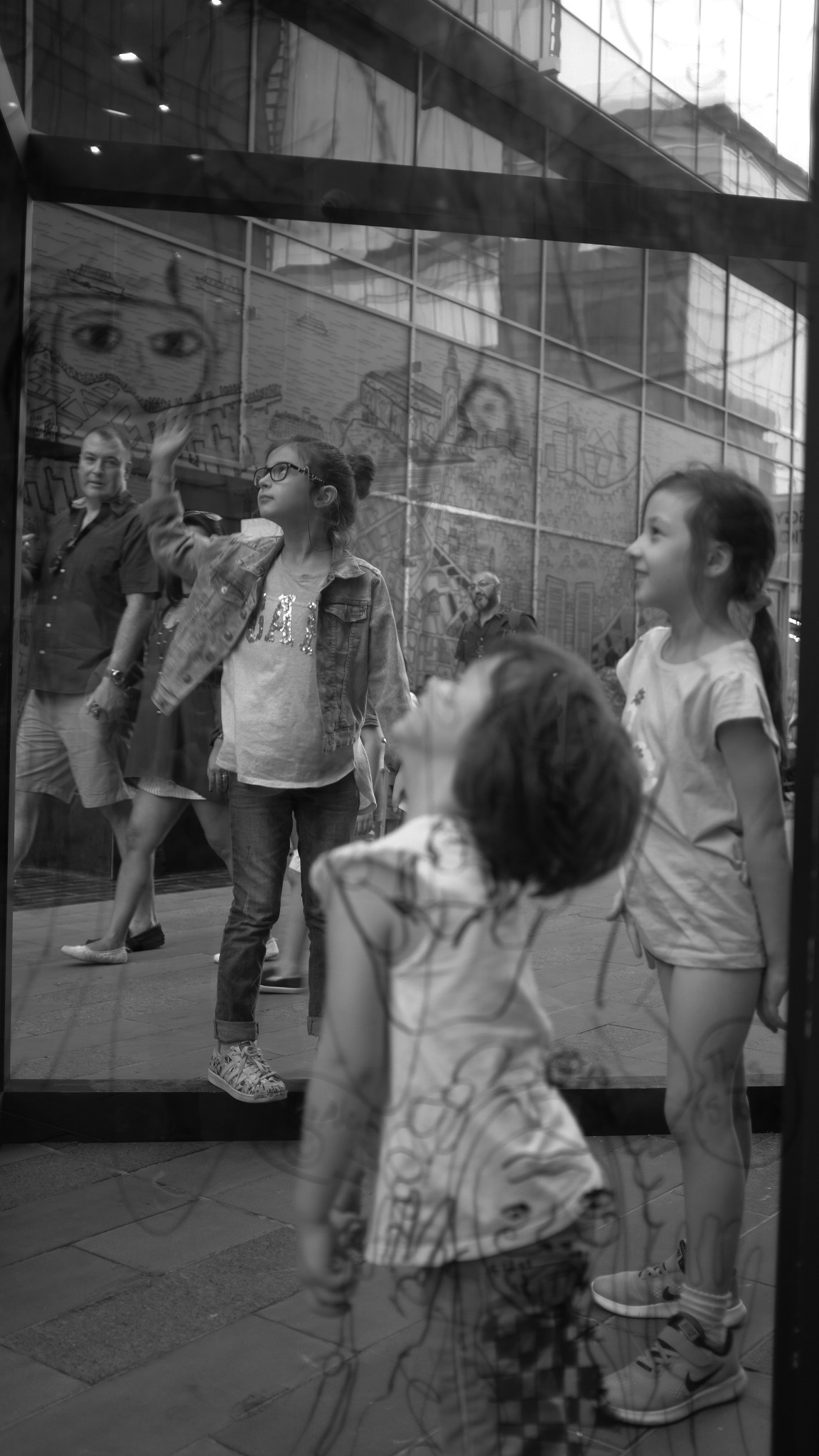
وقت اللعب في حي دبي للتصميم

حي دبي للتصميم ( D3 ) هو حي إبداعي في دبي مخصص لمجتمع التصميم بما في ذلك الشركات الناشئة ورجال الأعمال والعلامات التجارية الدولية الراسخة في مجال التصميم والرفاهية والأزياء. تصوغ الأفكار الملهمة والأصيلة وذات الصلة لتشكيل مستقبل دبي كوجهة رائدة في التصميم والفن والثقافة. لها قلبها النابض وروحها الخاصة وأسلوبها الشخصي للغاية. هي منطقة أعمال منطقة حرة تابعة لمجموعة تيكوم وتتكون من ثلاث مراحل ، أولها 11 مبنى، تم الانتهاء منها في عام 2015.
تضم مرافق D3 المساحات السكنية والضيافة والتجزئة والمكاتب. ومن منافذ الأطعمة والمشروبات والفنادق ومنافذ البيع بالتجزئة ومساحة خارجية متعددة الاستخدامات.
يقع حي دبي للتصميم بالقرب من مدينة محمد بن راشد وبجوار الخليج التجاري في دبي. تقع المنطقة بجوار خور دبي وخلف برج خليفة ودبي مول .

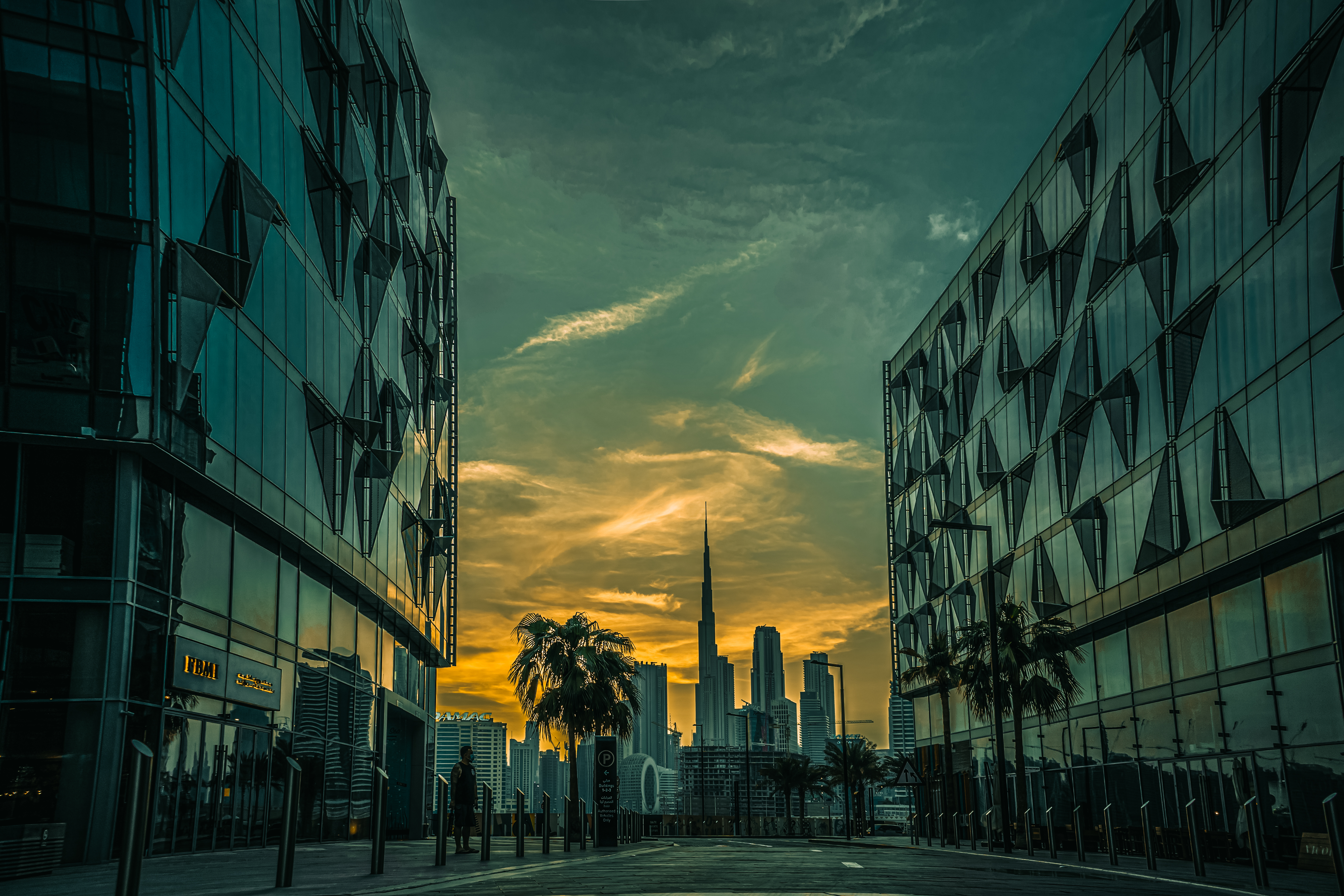
حي دبي للتصميم

أمينة الرستماني هي الرئيس التنفيذي لشركة التطوير المسؤولة عن D3.

## المراحل
تم تقسيم تطوير d3 إلى ثلاث مراحل.

### المرحلة الأولى
تم الانتهاء من المرحلة الأولى في عام 2015 ، بمساحة 1.2 مليون قدم مربع من المكاتب والاستوديوهات والمشاغل وصالات العرض وأكثر من 200 ألف قدم مربع من مساحات التجزئة.
تحتوي المرحلة الأولى على 11 مبنى مع ما يقدر بـ 100 وحدة بيع بالتجزئة و 1000 وحدة مكتبية.

### المرحلة الثانية
ستشهد المرحلة الثانية بناء المجتمع الإبداعي الذي سيضم مجموعة من ورش صناعة التصميم والاستوديوهات وصالات العرض. من المقرر الانتهاء من هذه المرحلة في عام 2019. تم تصميم المجتمع الإبداعي بواسطة فوستر آند بارتنرز .

### المرحلة الثالثة
ستركز المرحلة الثالثة من التطوير على متنزه بطول 2 كيلومتر على جانب الخور والذي سيضم الفنادق وعروض المأكولات والمشروبات الدولية والإقليمية مع مجموعة واسعة من مرافق الضيافة والترفيه. من المقرر الانتهاء من هذه المرحلة في عام 2018.

## تحفيز الإبداع
هناك مجموعة مميزات لحي دبي للتصميم تساعد في تحفيز الإبداع وأهمها:
- تم إقامة ورش العمل والمعارض لتعزيز ودعم مجالات الفن والتصميم وصناعة الأزياء وتشجيع المهنيين على الابتكار
- إنشاء معاهد تصميم ومرافق مناسبة المصممين في قطاعات عدة
- يحوي الحي على دور الأزياء وشركات العلامات التجارية الفارهة مما يكرس دبي كوجهة عالمية في قطاع التصميم.
- يتجلى الإبداع في التصاميم الخارجية للمباني والأبراج والأفنية والمساحات المفتوحة وممرات المشاة المظللة و الطرق والذي يشجع الزوار على استحضار أفكار جديدة في التصميم
- يوفر راحة وصفاء ذهنياً يسمح بالإبداع من خلال مساحاته المفتوحة المصممة وفق معايير عالمية وحدائقه المنسّقة ومضمارالمشي الذي يبلغ طوله 2 كيلومترمع إطلالة على خور دبي

## أسبوع دبي للتصميم
يستضيف الحي فعاليات أسبوع دبي للتصميم تحت رعاية الشيخة لطيفة بنت محمد بن راشد آل مكتوم رئيس هيئة دبي للثقافة والفنون و يعتبر المهرجان الإبداعي الأضخم على مستوى الشرق الأوسط، ويختصّ بمجالات الفنون والأزياء والتصميم ويجذب هواة الفن سنوياً حيث استقبل ما يزيد عن 75 ألف زائز عام 2018
وفي2023 شارك في فعاليات "أسبوع دبي للتصميم" أكثر من 500 مصمّم ومهندس ومبدع من أكثر من 40 دولة.

## وصلات خارجية
- حي دبي للتصميم